# حلم صاف

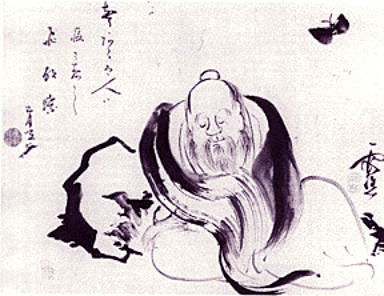
جوانغ زي وحلم الفراشة

الحلم الصافي أو الجلي أو الواعي (بالإنجليزية: Lucid dream)‏ هو أي حلم يُدرك صاحبه حقيقة أنه يحلم. في أثناء الحلم الواضح، ثمَّة إمكانية عالية لأن يتمكَّن صاحب الحُلم من التحكم بحلمه وتغيير مجريات الأحداث فيه. يمكن للأحلام الصَّافية أن تكون واقعيَّة. أظهرت الدراسات أن الناس الذين يمرُّون بحلمٍ صافٍ يكتسبون نشاطاً دماغياً كبيراً من درجة تردُّد بيتا 1 (13 - 19 هرتز)، أي بعبارةٍ أخرى يكون لديهم نشاطٌ عالٍ في الفص الجداري من الدماغ، وهذا ما يجعلهم واعين لأحلامهم.
لوحظت هذه الظاهرة منذ عهد الإغريق القُدماء، إذ يقول الفيلسوف أرسطو فيها: «يحدث كثيراً عندما يحلم الشَّخص أن يخبره شيءٌ في وعيه أنه في حلمٍ ليس إلا». من أوَّل العُلماء الذين سجَّلوا تجربتهم الشخصية مع الأحلام الصافية الفرنسي ماري جين ليون (1822 - 1892). ويُنسَب استعمال مصطلح الحلم الصَّافي للمرَّة الأولى في الغالب إلى الطبيب النفسي والكاتب الهولندي فردريك فان إيدين (1860 - 1932).
يعتقد بعض المُنتقدين لمفهوم الحلم الصَّافي أن من يمرُّ به لا يكون في حالة نوم، بل في حالة استيقاظٍ مُؤقَّت. بينما يرى آخرون أنَّه ما من طريقةٍ لإثبات حقيقة الحلم الصافي إلا بسؤال من يمرُّ به. أجريت العديد من الاختبارات العلميَّة على ظاهرة الأحلام الصافية.

## التعريف
وضع بول ثولي الأساس المعرفي للبحث في الأحلام الصافية، واقترح سبعة شروط مختلفة للصفاء يجب أن يحققها الحلم حتى يُعرف حلمًا صافيًا:
1. الوعي بحالة الحلم (الاتجاه)
2. الوعي بالقدرة على اتخاذ القرارات.
3. الوعي بوظائف الذاكرة.
4. الوعي بالذات.
5. الوعي ببيئة الحلم.
6. الوعي بمعنى الحلم.
7. الوعي بالتركيز والانتباه (الوضوح الذاتي لتلك الحالة).

في وقت لاحق، في عام 1992، درست دراسة أجراها ديردري باريت ما إذا كانت الأحلام الواضحة تحتوي على أربع «لازمات» للصفاء:
1. يكون الحالم واعيًا بأنه في حلم.
2. يكون مدركًا أن الأفعال لن تنتقل إلى الواقع بعد الاستيقاظ.
3. لا تحتاج القوانين الفيزيائية لأن تطبق في الحلم.
4. يكون للحالم ذاكرة واضحة للعالم الواقعي.

وجد باريت أن أقل من ربع تقارير الأحلام الصافية أظهرت السمات الأربعة جميعها.
بعد ذلك، درس ستيفن لابيرج مدى انتشار القدرة على التحكم في سيناريو الحلم بين الأحلام الصافية، ووجد أن السيطرة على الحلم والوعي به لهما علاقة ترابطية، لكن لا يتطلب أحدهما الآخر. وجد لابيرج أحلامًا تظهر إحدى السمات بوضوح دون أن تكون لديها القدرة على السمة الأخرى. وجد أيضًا لابيرج أحلامًا يكون فيها الحالم واعيًا ومدركًا لقدرته على التحكم، لكنه يختار ببساطة أن يكون مراقبًا فقط.

## نبذة تاريخية

### الجانب الشرقي
تعتبر ممارسة الحلم الواضح أمرًا أساسيًا في كل من الممارسة الهندوسية الهندية القديمة ليوجا نيدرا والممارسة البوذية التبتية ليوجا الأحلام. تعتبر تنمية مثل هذا الوعي ممارسة شائعة بين البوذيين الأوائل.

### الجانب الغربي
عُثر أيضًا على إشارات مبكرة لهذه الظاهرة في الكتابة اليونانية القديمة. على سبيل المثال، كتب الفيلسوف أرسطو: «غالبًا ما يكون هناك شيء في الوعي عندما يكون الشخص نائمًا يعلن أن ما يظهر حينها هو مجرد حلم». وفي الوقت نفسه، استخدم الطبيب جالينوس بيرغامون الأحلام الواضحة باعتبارها شكلًا من أشكال العلاج. بالإضافة إلى ذلك، هناك رسالة كتبها القديس أوغسطينوس من هيبو عام 415 بعد الميلاد تحكي قصة الحالم الدكتور جيناديوس، وتشير إلى الحلم الصافي.
الفيلسوف والطبيب سير توماس براون (1605-1682) كان مفتونًا بالأحلام ووصف قدرته على الحلم الصافي في كتابه ديانة الطبيب، إذ قال: «ومع ذلك، في أحلام واحدة أستطيع أن ألّف كوميديا كاملة، وأرى الحدث، وأفهم النكات، وأضحك بنفسي حتى أستيقظ على الأفكار الطريفة فيها».
سجل صموئيل بيبس، في مذكراته بتاريخ 15 أغسطس 1665، حلمًا، قائلًا: «لقد كانت السيدة كاستلماين بين ذراعي ومارست معها كل أنواع اللعب الحميمي الذي أردته، لأدرك لاحقًا أني هائم في دنيا الأحلام».
في عام 1867، نشر عالم الصينيات الفرنسي ماري جان ليون، ماركيز دي هيرفي دو سانت دينيس الأحلام وطرق توجيهها، ملاحظات عملية دون الكشف عن هويته، ووصف فيه تجاربه الخاصة في الحلم الصافي، وأشار إلى أنه يمكن لأي شخص أن يتعلم الحلم بوعي.
في عام 1913، صاغ الطبيب النفسي والكاتب الهولندي فريدريك (ويليم) فان إيدن (1860-1932) مصطلح «الحلم الصافي» في مقال بعنوان «دراسة الأحلام». لاحظ البعض أن المصطلح هو تسمية خاطئة لأن فان إيدن أشار إلى ظاهرة أكثر تحديدًا من الحلم الصافي. قصد فان إيدن المصطلح صافٍ للإشارة إلى «امتلاك البصيرة»، مثلما هو الحال في عبارة فترة الصحو التي تنطبق على شخص في حالة مغفرة مؤقتة من الذهان، بدلًا من الإشارة إلى الجودة الإدراكية للتجربة، والتي قد تكون أو لا تكون واضحة وحية.

## العلوم المعرفية
في عام 1968، حللت سيليا غرين الخصائص الرئيسية لمثل هذه الأحلام، وراجعت الأدبيات المنشورة سابقًا حول هذا الموضوع ودمجت بيانات جديدة من المشاركين في دراساتها. خلصت إلى أن الأحلام الواضحة هي فئة من التجارب تختلف تمامًا عن الأحلام العادية، وأشارت إلى أنها مرتبطة بنوم حركة العين السريعة. غرين أول من ربط الأحلام الصافية بظاهرة الاستيقاظ الكاذب.
في عام 1975، خطرت للدكتور كيث هيرن فكرة استغلال طبيعة حركات العين السريعة للسماح للحالم بإرسال رسالة مباشرة من الأحلام إلى عالم اليقظة. من خلال العمل مع حالم صافٍ متمرس (آلان ورسلي)، نجح في النهاية في تسجيل مجموعة محددة مسبقًا من حركات العين من داخل حلم ورسلي الصافي (عبر استخدام تخطيط كهربائية العين). حدث هذا نحو الساعة الثامنة من صباح يوم 12 أبريل 1975. اعترِف رسميًا بتجربة هيرن لتخطيط كهربائية العين من خلال نشرها في مجلة جمعية الأبحاث النفسية. دُرس الحلم الصافي لاحقًا من خلال مطالبة الحالمين بأداء استجابات جسدية محددة مسبقًا أثناء تجربة الحلم، بما في ذلك إشارات حركة العين.
في عام 1980، طور ستيفن لابيرج في جامعة ستانفورد مثل هذه التقنيات باعتبارها جزءًا من أطروحته للدكتوراه. في عام 1985، أجرى لابيرج دراسة تجريبية أظهرت أن إدراك الزمن أثناء العد خلال الحلم الصافي هو نفسه تقريبًا أثناء اليقظة. عدّ الحالمون لمدة عشر ثوانٍ أثناء الحلم، وحدِدت بداية العد ونهايته من خلال إشارة عين مرتبة مسبقًا تُقاس بتسجيل مخطط كهربائية العين. أكد نتائج لابيرج الباحثين الألمانيين دي. إيرلاخر وإم. شريدل في عام 2004.
افترض عالم الأعصاب جون آلان هوبسون ما يمكن أن يحدث في الدماغ أثناء الصفاء. الخطوة الأولى نحو الحلم الصافي هي إدراك أن الشخص يحلم. قد يحدث هذا التعرف في قشرة الفص الجبهي الظهرية الجانبية، وهي واحدة من المناطق القليلة التي يلغى تنشيطها أثناء نوم حركة العين السريعة والتي تحدث فيها الذاكرة العاملة. بمجرد تنشيط هذه المنطقة والتعرف على الحلم، يجب على الحالم أن يكون حذرًا للسماح للحلم بالاستمرار، وأن يكون واعيًا بما يكفي ليتذكر أنه حلم. مع الحفاظ على هذا التوازن، قد تكون اللوزة الدماغية والقشرة المجاورة للحصين أقل نشاطًا. لمواصلة شدة هلاوس الحلم، من المتوقع أن يظل الجسر والفص الجداري القذالي نشطين.
باستخدام تخطيط كهربية الدماغ وقياسات تخطيط النوم الأخرى، أظهر لابيرج وآخرون أن الأحلام الواضحة تبدأ في مرحلة حركة العين السريعة أثناء النوم. يقترح لابيرج أيضًا أن هناك كميات أعلى من نشاط موجات الدماغ في نطاق تردد بيتا 1 (13-19 هرتز) الذي يختبره الحالمون الواضحون، وبالتالي هناك قدر متزايد من النشاط في الفصوص الجدارية مما يجعل الحلم الواضح عملية واعية.
درس بول ثولي، عالم النفس الغشتالتي الألماني وأستاذ علم النفس وعلوم الرياضة، الأحلام في الأصل من أجل حل مسألة ما إذا كان المرء يحلم بالألوان أو بالأبيض والأسود. في بحثه الظاهري، حدد إطارًا معرفيًا باستخدام الواقعية النقدية. أصدر ثولي تعليماته لرعاياه بأن يشكوا باستمرار في أن حياة اليقظة هي حلم، حتى تظهر هذه العادة أثناء الأحلام. أطلِق على هذه التقنية لإحداث الأحلام الصافية اسم تقنية الانعكاس. تعلم المشاركون كيفية الوصول إلى الأحلام الواضحة؛ إذ راقبوا محتويات أحلامهم وأبلغوا عنها بمجرد استيقاظهم. استطاع ثولي فحص القدرات المعرفية لشخصيات الأحلام. أمِر تسعة من الأشخاص المدربين على الأحلام الصافية إعطاء شخصيات أخرى في الأحلام مهام حسابية ولفظية أثناء الحلم الصافي. أثبتت شخصيات الأحلام التي وافقت على أداء المهام نجاحها في المهام اللفظية أكثر من نجاحها في المهام الحسابية. ناقش ثولي نتائجه العلمية مع ستيفن لابيرج، الذي لديه نهج مماثل.

## العلوم العصبية للاحلام الواضحة
نُشرت دراسة حول العلاقة بين الأحلام الواضحة وفوق المعرفية “metacognitive”، أي القدرة على التفكير بحالاتهم العقلية وتقريرها. المشاركون في الدراسة كانوا ممن اختبروا الأحلام الواضحة، وقد تم تصوير ادمغتهم اثناء قيامهم بمهمة اختبار مراقبة الافكار (thought monitoring test) مع مراعاة الافكار الموجهة خارجياً التفكير في امور من البيئة المحيطة كالامور التي نراها أو نسمعها مما حولنا والافكار الموجهة داخلياً مثل التفكير بالماضي أو التفكير بما سنفعل في اليوم التالي.
أظهرت الدراسة أن الأشخاص مع القدر العالي من الأحلام الواضحة كانت لديهم كمية أكبر من المادة الرمادية في منطقة القشرة الامام قطبية (frontopolar cortex) من الدماغ، مقارنة بأصحاب القدر المنخفض من الأحلام الواضحة. هذه المنطقة من الدماغ أظهرت نشاطاً عالياً خلال مراقبة التفكير في الأشخاص ذوو القدر العالي والمنخفض. مع زيادة أقوى في أصحاب القدر العالي من الأحلام الواضحة. وخلص العلماء إلى أن الأحلام الواضحة والماوراء معرفية “metacognition” تشتركا في بعض الآليات، لاسيما ما يتعلق منها بمراقبة الأفكار.